# 英国长老会差会
英国长老会差会（英語：English Presbyterian Mission）是英格蘭長老會在海外的传教机构。
1847年，英国长老会差会开始向中国传教，宾威廉接受了这一使命，他经过香港到达厦门，在那里工作10年后，Rev. George Smith.加入。宾威廉在厦门创建了中国最繁荣的传教区之一，建立了教堂、学校和医院，三个中心分别位于汕头、厦门和台湾。
1855年3月，賓威廉與杜嘉德（William C. Burns，《天路歷程》的漢譯者）同往香港，轉往上海，在旅途中，得到賓威廉這位屬靈前輩的指導， 6月到達廈門，開始其在閩南地區的宣教生涯。
1863年8月，馬雅各跟隨杜嘉德牧師從英國搭乘「波羅乃西號」(Polmaise)出發，在12月4日抵達上海英國租界。馬雅各在此參觀了教會、醫院，也會見教會中的宣教前輩。1864年1月2日，抵達廈門，學習語言。1865年5月28日，杜嘉德與馬雅各搭乘 Meta 號在臺灣高雄登陸，馬雅各正式為成為台灣第一位基督長老教會傳教士，展開醫療宣教的工作。
1919年，英格兰长老会差会在华传教士82人，在各省分布情况如下：
1. 广东43人
2. 福建39人

1919年英格兰长老会在华受餐信徒9378人，在各省分布情况如下：
1. 广东6209人
2. 福建3101人
3. 江西68人